# Rouyn-Noranda
Rouyn-Noranda är en stad (kommun av typen ville) och tätort (centre de population) i nordvästra delen av provinsen Québec i Kanada. Staden hade 42 313 invånare 2021, men befolkningen varierar dramatiskt med skiftande konjunkturer.

## Historia
Samhället Rouyn växte fram genom en guldrush som inleddes 1922. Noranda (en sammandragning av "North Canada") byggdes av gruvbolaget med samma namn runt en kopparfyndighet som upptäcktes 1911. De två orterna fick stadsrättigheter 1927 respektive 1926, och slogs ihop till en stad 1986. Senare har fler sammanslagningar skett, den största 2002 då de sexton kommunerna i sekundärkommunen (municipalité régionale de comté) Rouyn-Noranda slogs ihop till en stad, som övertog de sekundärkommunala uppgifterna.
Sedan 1966 är Rouyn och Noranda huvudort i regionen Abitibi-Témiscamingue. Universitetet Université du Québec en Abitibi-Témiscamingue (UQAT) har funnits i staden sedan 1983.

## Tätorter
Statistique Canada avgränsade två tätorter (centres de population) och en före detta tätort (Amulet) i staden vid folkräkningen 2021.
| Namn          | Folkmängd | Landarea (km²) | Befolkningstäthet (invånare/km²) |
| ------------- | --------- | -------------- | -------------------------------- |
| Rouyn-Noranda | 23 186    | 22,18          | 1 045,2                          |
| Évain         | 2 329     | 1,97           | 1 181,0                          |
| Amulet        | 1 350     | 1,86           | 727,2                            |

## Idrott
Huskies de Rouyn-Noranda har spelat i Ligue de hockey junior Maritimes Québec sedan 1996. Rouyn-Noranda har gett upphov till ovanligt många NHL-spelare för sin storlek, bland annat Pierre Turgeon, Sylvain Turgeon, Dale Tallon, Pit Martin, Jacques Laperrière, Dave Keon, Réjean Houle och Éric Desjardins.

## Artikelursprung
Den här artikeln är helt eller delvis baserad på material från engelskspråkiga Wikipedia.